# Irina Zilber
Irina Aleksandrovna Zilber (Russisch: Ирина Александровна Зильбер) (Jekaterinenburg, 18 november 1983) is een Russisch gymnaste.
Op de Olympische Zomerspelen 2000 in Sydney behaalde Zilber ze met het Russische team goud bij de Ritmische gymnastiek teamwedstrijd. 
1996: Baldó, Cabanillas, Giménez, Guréndez, Lamarca, Martínez ·
2000: Belova, Lavrova, Netejesova, Sjimanskaja, Tsjalamova, Zilber ·
2004: Beloegina, Glatskich, Koerbakova, Lavrova, Moerzina, Posevina ·
2008: Alijtsjoek, Gavrilenko, Gorboenova, Posevina, Sjkoerichina, Zoejeva ·
2012: Bliznjoek, Donskova, Doedkina, Makarenko, Nazarenko, Svastjanova ·
2016: Birjoekova, Bliznjoek, Maksimova, Tatareva, Tolkatsjova ·
2020: Dyankova, Kiryakova, Radukanova, Traets, Zafirova ·
2024: Guo, Hao, Huang, Wang, Ding